# Зааль, Макс
Макс Зааль (нем. Max Saal; 5 сентября 1882, Веймар — 1948) — немецкий арфист, пианист и музыкальный педагог.
Сын музыканта. Сёстры Зааля были певицами, брат Альфред — известным виолончелистом.
Ученик Франца Пёница (арфа) и Георга Бертрама (фортепиано).
Записал Концерт для флейты и арфы с оркестром Вольфганга Амадея Моцарта (1944, с Хайнцем Хёфсом и оркестром Карла Ристенпарта). Аккомпанировал на записях 1920-40-х гг. певцам Эмми Беттендорф, Ричарду Круксу, Луису ван де Санде, Лео Шютцендорфу.
В наибольшей степени известен как музыкальный педагог, многолетний профессор Берлинской Высшей школы музыки, глава Берлинской школы арфистов. Среди его учеников, в частности, Йозеф Таль, Вера Дулова, Макс Бютнер.